# Saint-Julien-le-Pèlerin
Saint-Julien-le-Pèlerin este o comună în departamentul Corrèze din centrul Franței. În 2009 avea o populație de 137 de locuitori.

## Evoluția populației
| An        | 1975 | 1982 | 1990 | 1999 | 2006 | 2009 |
| --------- | ---- | ---- | ---- | ---- | ---- | ---- |
| Populație | 209  | 197  | 168  | 133  | 143  | 137  |